# Шкереберть. Як творчий безлад може змінити життя на краще
Шкереберть. Як творчий безлад може змінити життя на краще (англ. Messy: The Power of Disorder to Transform Our Lives by Tim Harford) — книжка Тіма Гарфорда, економіста, удостоєного нагороди журналіста та колумніста, оглядача Financial Times, ведучого на радіо ВВС Radio4, автора бестселера «Економіст під прикриттям» (The Undercover Economist). Вперше опублікована 4 жовтня 2016 року. 

## Огляд книги
Провокативна книга, яка несе велику ідею та глибоке дослідження про те, які переваги породжує безлад — на роботі, вдома, в навчальному приміщенні та взагалі будь-де інде.
Чи може безлад нести в собі користь для життя? Чому він важливий і чому ми намагаємось протистояти йому? Використовуючи дослідження неврології, психології та соціальних наук наряду з реальними життєвими прикладами автор пояснює: такі цінні людські якості як креативність, чуйність та стійкість є невід'ємною частиною неладу та плутанини, які провокують їх виникнення.
Безлад лежить в основі всього — інновацій, досягнень та успіху. Не варто сприймати слова Гарфорда надто буквально, адже книга не про те, що необхідно прагнути жити в хаосі та гармидері, а про те, що жорсткі правила та строгі рамки не несуть в собі нічого хорошого. Строгість та непорушність позбавляє людей можливостей. Автор, передаючи свою ідею, закликає нас навпаки бути автономними та гнучкими.
Гарфорд в своїй книзі наводить приклад як в занедбаній, потворній будівлі M.I.T.’s Building 20 зародились одні з найкращих ідей ХХ ст. Насправді справа була не в самій будівлі, яка на вигляд дійсно була потворна, а у відсутності бюрократичного втручання: якщо було на меті здійснити щось — чи то знести стіну або встановити новий пристрій, то це просто напросто виконували. Таким чином, основним гаслом залишався підхід — «не важливо якою на вигляд є будівля».
Тим не менш, найважливіша ідея книги лежить не в прикладах корпоративного та креативного успіху, а в усвідомленні того, що безладдя — це, перш за все, відмова від правил та ярликів в моменти, коли нам видається це непотрібним. Це спосіб вибратись з гнітючої рутини.  [Архівовано 12 жовтня 2018 у Wayback Machine.]
За допомогою книги вам вдасться:
- дізнатись яким чином взаємопов'язані креативність та безлад;
- зрозуміти чому незаплановані зміни, незнайомі люди, непередбачувані ситуації можуть допомогти породити нові ідеї та можливості, приводячи вас в стан тривоги, занепокоєності та злості;
- та, накінець, дійти висновку, що схильність до порядку — в особистому житті, на роботі, в соціальних мережах та навіть в грі з дітьми може спровокувати слабкість, що є протилежною до впровадження інновацій.

## Переклад укр.
- Гарфорд, Тім. Шкереберть. Як творчий безлад може змінити життя на краще / пер. Ганна Кирієнко. К.: Наш Формат, 2018. — 272 с. — ISBN 978-617-7513-97-0